# 百姓貴族
『百姓貴族』（ひゃくしょうきぞく）は、荒川弘による日本の漫画作品。
季刊少女漫画誌『ウンポコ』（新書館）Vol.8（2006年12月26日発売）より連載開始、同誌がVol.17で休刊した後は、月刊漫画雑誌『月刊ウィングス』（現：ウィングス）に移籍して2009年9月号より連載中。
2023年12月時点でシリーズの累計発行部数は410万部を突破している。話数カウントは「○頭目」。
メディアミックスとしてテレビアニメが制作されており、第1期は2023年7月から9月まで放送され、第2期は2024年10月から12月まで放送され。

## 概要
北海道十勝で酪農と畑作を営む農家に生まれ、農業高校卒業からマンガ家になるまでの七年間を、農業に従事していた作者の実体験に基づいたエッセイ漫画。
「働かざるもの食うべからず」を家訓に掲げている、作者・荒川弘の実家「荒川農園」（仮称）が主な舞台。幼少期から目の当たりにしていた農家の日常を紹介するとともに、酪農や耕作の実態や荒川の家族の事を主に日本の農業を笑いや薀蓄、仮説を織り交ぜて描かれている。
『百姓貴族』というタイトルに関しては、単行本第1巻の発行後に荒川が度々「よく“百姓”というタイトルを付けられたね」と訊かれているが、荒川自身は「巷では百姓という言葉が差別用語的に言われているが、農業従事者である自分達は平気で“百姓”と言っているし、神経質すぎるのもどうかと思う」「差別がどうこう気にしすぎて、言葉本来の意味が死んだり無かった事にされちゃうのは悲しい」と語っている。
荒川は本作と並行して農業高校を舞台とした学園漫画『銀の匙 Silver Spoon』を『週刊少年サンデー』（小学館）にて2011年から2019年まで連載しており、本作と共通する話題が描かれることもある。なお、『銀の匙 Silver Spoon』完結後も当時の取材に基づいた話題がたびたび描かれ、作中で「小○館の取材費で新書館にネタを流す下衆」とネタにされている。
2013年、第4回ブクログ大賞のマンガ部門に本作がノミネートされる。

## あらすじ
作者である元農家の女性漫画家・荒川弘が、担当編集者のイシイと対談するという体裁で、北海道の農業・酪農事情がセキララに語られる。
内容は、荒川の実体験のほか、子供時代の思い出、現在の荒川農園の様子など多岐にわたる。話数表記は「〇頭目」。単行本には偶数ページ右下にパラパラマンガも描かれている。

## 主な登場人物
荒川をはじめ、荒川の両親や姉弟が多く登場する。荒川の自画像が牛を模した牛人間であるため、「荒川、荒川の両親や姉弟」は牛人間の姿をしており、体色や模様、装飾品などで描き分けられる。他に甥や姪、友人や知人、担当者なども登場するが、その多くは普通の人間として描かれているものの、杜康潤など一部の友人については動物を模した姿になっている。また、人物ではないが、荒川農園で飼育されている動物の中にも個性的な行動をするものがいるため、それらも併せて描かれている。

### 進行
荒川弘（あらかわ  ひろむ）
声 - 田村睦心
作者の荒川本人で荒川家の四女。農業高校を卒業後、漫画家になる前の7年間、北海道の実家で農業に従事していた。
容姿はサーモントフレームのメガネをかけた白黒斑模様の牛人間。これは本作以前から自画像として、『鋼の錬金術師』など他の連載作品でも使われているもの。
父方・母方共に北海道開拓農民。暗闇の倉庫の中、ヒグマと勘違いして脱走した親牛に咄嗟に草刈り鎌で立ち向かおうとしたり、「飢えたくなければ、銀座でベコ（牛）飼え。ヒルズを耕せ」など、血の気の多い農民気質の偏った言動で、たびたび担当のイシイを怒らせたり度肝を抜いたりする。
第3巻カバーと口絵及びカバーをはずした裏表紙の作品「荒川ファイブ」では四女レッド。
イシイ
声 - 本多真梨子
本作を担当する女性編集者。農業に関しては全くの素人で、荒川の偏った常識や桁外れな話に困惑したり突っ込みを入れたりしているが、連載が進むにつれ、農業やそれらに関連する知識も身につけており、荒川の嘘には簡単に騙されなくなっている。口癖は「農家の常識は社会の非常識」だったが、8巻86頭目では本人も競馬場近くに実家があると語っており、8巻93頭目ではハズレ馬券を捨てて行かない「ばんえい競馬場」がおかしいと非常識なことを言っている。また、7巻81頭目によると元剣道部。
元アシスタントである杜康潤のエッセイ漫画『坊主DAYS』にも、同一人物らしき担当編集が登場しており、フットワークの軽い杜康に引きずり回されている。

### 荒川家・荒川農園
荒川の実家。「荒川農園」では酪農と畑作をやっており、主な生産物は牛乳とジャガイモだが、酪農は平成30年の春に辞めている。酪農をしていると誰かしら家にいなければならないため酪農を辞めて以降、97頭目で高野山に行った際「初めての家族総出の旅行」となった（97頭目。それ以前にも農閑期に入れ替わりでの遠出旅行はしていた）。
親父殿
声 - 千葉繁
荒川の実父。容姿は白黒斑模様の牛人間。首にはいつもタオルを巻いている。子供のころ農耕馬に蹴られて顎を粉砕骨折した際に出来た傷跡が左顎に残っている（5頭目）。他にも農作業中に起きた事故などで大怪我をした際に付いた傷が身体のあちこちに残っている。94頭目によると昭和16年（1941年）生まれ。
実子達ですら驚くような型破りな言動と行動が多く、エピソードに事欠かない。読者アンケートにおいても「人気がすごい」とのこと。
作中では死に至りかねない事態に陥ることが割と多く、その度に一命をとりとめているのだが、何故かその度に家畜（特に牛）が突然死するため、家族からは「親父殿の身代わりに死んだ」と思われている。
「同じ人間だから、俺にできることはお前にもできる」と作者に農業・酪農技術を伝授していた。63頭目では、若牛に引っ張られてコンクリートに叩きつけられ頭蓋骨骨折と脳挫傷で帯広のICUに入院。それ以前から怪我で入退院を繰り返しており、家族も高齢となったため、65頭目で酪農をやめている（平成30年）。肩の調子が悪かったため、手術で人工関節に入れ替えたところ、「肩が上がる様になって調子が良い」とはしゃいだり、高齢で瞼の皮膚が弛んでいたのを手術で一部取り除いて「アイプチした」と言っている。
なお、「親父殿」は元々は荒川の代表作「鋼の錬金術師」においてグリードが使用した「お父様」に対する呼称である。
大雨で川が増水して営農用水(人工水路で農業用水の川)の橋が崩落してしまった際は、自分の命の危険を冒してまで営農用水の水源を見に行く典型的な無謀行動(農業の人が台風など大雨で増水した川を見に行って犠牲になる人が多いのと同様)し、橋が崩落していて驚いて土手の上でブレーキをかけても間に合わないので、アクセルを思いっきり踏み込んで向こう岸に着地して、弘に「誰か、この親父をハリウッドに連れていけ」とまで言われる、スタントマンのような危険なアクションも多い。
おかん
声 - くじら
荒川の実母。荒川農園専務。容姿は頭頂部におばさんパーマのような巻き毛を生やし、「おかん」と書かれたエプロンを着けた牛人間。62頭目によると、実家は荒川家の三軒隣で乳牛中心に鶏少しという畜産家。敷地内に流れる川を下ればすぐ着くとのこと。
農繁期の手伝いから逃れたい荒川に対し、荒川を妊娠中に農繁期を迎え「陣痛が来るまでトラクターに乗っていた」事を明かして、荒川の反論を封じた（後に聞いたところ、「陣痛が来てから自分で車の運転をして病院に行き、ぷりっと産んだ」と語るほどの安産だったという）。
また、家事や育児と並行して農作業や家畜の世話、荒川農園の経理や営業、じいちゃんの介護、さらに自分の趣味の園芸に至るまであらゆる仕事をこなすという八面六臂ぶりに驚かれているが、おかんは「何でもできるんじゃなくて、何でもやらされるのよ!」と反論している。
酪農をやめてからは肌つやも良くなり、遊ぶ余裕ができたほか、様々な野菜の栽培に挑戦している。
じいちゃん
荒川の父方の祖父。容姿はほっかむりをした、茶色い体の牛人間。
何事にも動じない（鈍い？）性格。高齢にも関わらず木に登り作業中に転落、肋骨を折るも全く動じずにいたことから、「親父殿のやんちゃな気質はここから来ている」と思われている。
入浴中に釧路沖地震に遭ったことがあるが、それにも全く動じず湯船に浸かっていた。
晩年には認知症を患い寝たきりの状態になったが、まだ動ける状態だった頃に山林で手際よく仕事をする姿に荒川が「本当に認知症なのか？」と疑ったものの、じいちゃんがトイレの前でドアをノックして「いないなら返事しろ」と言ったので、荒川は「これは本当に認知症だ」と納得していた（第3巻113ページ）。
ばあさん
声 - 秋保佐永子
荒川の父方の祖母。容姿は頭に手拭いを巻き、着物を着た白い牛人間。口がスターマーク状にすぼまって描かれている。
本家筋の紹介で嫁いできた群馬生まれで「百姓の女は何でもやるべきだ」という考えの持ち主。荒川家に自転車が導入されると40代にして自転車の乗り方を覚え、トラクターが導入された時には還暦間際にしてトラクターの運転を覚えたという、非常にアクティブな人物（26頭目）。料理は何を作っても美味かったが、なぜかソバだけ粉っぽく、年越しそばが苦手になるほど不味かったと荒川は回想する（50頭目）。
なお、晩年は老齢のために体調も思わしくなくなり、最期は仕事に行くおかん（ばあさんの義理の娘で呼び名は「つっちゃん」）に一言だけ礼を言って息を引き取ったが、農閑期に合わせたかのように亡くなった事や、遺影に使えそうな写真をさりげなく用意してあったことから、終活まで完璧で長寿な上に死亡時期まで適切で、亡くなってなお「ほんとに迷惑かけないばあさんだな!!」と家族に驚かれていた（26頭目）。また、父方母方どちらの祖母かは分からないが、生前に毎食後欠かさず牛乳を飲んでいたこともあり、火葬後の遺骨は火葬業者に絶賛されるほど綺麗に残っていた（1頭目）。
ひいじいちゃん
明治時代に生きた荒川の曽祖父。容姿は着物と股引を着た白い牛人間。
名は与作。親父殿から伝え聞いた話によると、明治時代、田中正造と共に足尾鉱毒事件を闘い、警官隊に果敢に腕力で立ち向かった武勇伝を持つ。それが原因で逮捕状が出てしまい、群馬県から北海道へと入植してきた。荒川曰く「犯罪者かよ!!」「ひいじいさんがやんちゃキングだった」。この件に関しては親父殿が「（当時の）北海道は、そんなの（犯罪者）も受け入れちゃう位おおらかだった」とフォローしている。
荒川は本家筋の家で家系図を見せてもらったことがあるが、遡っていくと江戸末期辺りからいきなり戦国時代に飛んでおり、「誰それの配下、荒川某」など、家系図なのに具体的な名前が記載されておらず、一番古い祖先は藤原秀郷と記されていた。
姉(1)
声 - 土師亜文
荒川の長姉。容姿は白い（カラー頁ではベージュ）体で頭にリボンを付けている牛人間。荒川が49歳の頃に50代半ばと5歳から6歳上。
幼少時に「畑に連れて行って迷子になっても困る」と思った親父殿に、苦肉の策としておんぶヒモで自宅の机の足に繋がれていたり、部屋から出たりしないように部屋の扉に釘を打って扉が開かないようにされていた。
高校卒業の後に札幌に出て公務員になり、ナスビ頭の公務員と結婚、娘も登場している。農作業の手伝いはしても専業にしたことはなかったが、夫の異動先の団地で放置されていた共用広場（バラなども植えられた庭園）を1人で整備してしまった。若い頃は夫より力があったが、50代半ばになった頃には農作業による筋肉貯金が底をついてきたとの発言をしている。
第3巻カバーと口絵及びカバーをはずした裏表紙の作品「荒川ファイブ」の長女グリーンとしての特技は荒川のサインの真似ができる。
姉(2)
声 - 大井麻利衣
荒川の次姉。容姿は黒い（カラー頁では茶色い）体の牛人間。
学生の頃に農機具に指を挟んで切断寸前になったが、親父殿のわが家流治療法により、1ヶ月で完治した。しかし荒川が漫画家になってからはちょこちょこ農園を手伝い、親父殿がけがで入院した際にはおかんと一緒に手早く準備している（曰く、半年に4回も入院していれば馴れる）。
元バレー部で、セッターを務めていた。現在は公務員をしている息子がいる。幼少期には農場を継ぐと言っていたが成長するうちに無理だと気付いたのか公務員になった。荒川によると「馬鹿な方向に頭が良い」。
第3巻カバーと口絵及びカバーをはずした裏表紙の作品「荒川ファイブ」では次女イエロー。
姉(3)
声 - 本多真梨子
荒川の三姉。容姿は頭頂部に毛が生えた、丸眼鏡をかけている白黒（カラー頁では白茶）斑模様の牛人間。
親父殿について聞いたところ、悩んだ末に「（色々な事があるので）何から話せば良いのやら」と答えた。荒川が漫画家になってからはちょこちょこ農園を手伝っている模様。カボチャ磨きに関しては膝に猫を3匹乗せたままこなすテクニックを身に付けている。
第3巻カバーと口絵及びカバーをはずした裏表紙の作品「荒川ファイブ」では三女ピンク。
弟　
声 - 小野友樹
荒川の弟（末っ子）。容姿は顎にヒゲの生えた、白黒斑模様の牛人間。荒川より6歳から7歳下で、高校を卒業or更に進学するか、彼の進路が決定するまでの中継ぎという形で荒川は農園を手伝っていた。
幼少時に、親父殿の運転するトラクターがバックしている時に轢かれて、後輪の下敷きになった事がある。その時には奇跡的にかすり傷で済んだ。他にも小学校低学年時に親父殿が郵便局から貰って来たバイク（登録解除してナンバー無し）を運転してみろとやらされた経験があり、足も届かないため失敗しても「何故出来ないんだ」と言われる理不尽を味わう。
じいちゃんが寝たきりになったことを機に介護職を志望し、一浪して東京の大学に進学するが、一度目の受験に失敗した際は家族から「あと一回落ちたら強制的に後継ぎだぞ」「二浪は無いと思え!!!!」と半ば脅迫気味に叱咤激励され、翌年合格した。しかし、末っ子ながら長男につき「王位継承順位」1位のため、上京後も本当にこれでよかったのかと悶々としていた。
第3巻カバーと口絵及びカバーをはずした裏表紙の作品「荒川ファイブ」では長男ブルー。
ダンナ、長男、長女、次女
荒川の夫と子供たち。牛人間ではなく人間として描かれる。荒川農園の（低温殺菌や殺菌前の『生』の）牛乳を飲んでカルチャーショックを受けたりしている。
ダンナは自転車と筋トレが趣味だが、荒川農園を手伝った際にはそれまで感じたことのない筋肉痛と指のしびれを感じていた。父方の実家は新潟の元豪農であったが、実家に秘匿されていた古文書を（ダンナの父が）解読したところ、鞍馬天狗の同人誌だったという。
長男は農園を継ぐのは無理と言い切っているが、親父殿とはウマが合うようで農園に来た際にはくっついている。
長女は百姓貴族のアニメ化を聞いた際に「声入れにいけない」などと言っており、次女は姉のセリフを練習していた。

## 商業的評価
週間単行本売り上げランキングCOMIC ZIN調べで、単行本第5巻が2017年11月20日から11月26日までで第1位、11月27日から12月3日までで第4位と2週連続、第6巻が2019年11月18日から11月24日までで第2位、11月25日から12月1日までで第7位と2週連続でランキング入りとなる。

## 書誌情報
- 荒川弘『百姓貴族』 新書館〈WINGS COMICS〉、既刊8巻（2023年12月20日現在）
  1. 2009年12月8日発売[18]、ISBN 978-4-403-67085-5
  2. 2012年2月25日発売[19]、ISBN 978-4-403-67114-2
  3. 2014年2月25日発売[20]、ISBN 978-4-403-67153-1
  4. 2016年2月25日発売[21]、ISBN 978-4-403-67175-3
  5. 2017年11月25日発売[22][23]、ISBN 978-4-403-67177-7
  6. 2019年11月25日発売[24]、ISBN 978-4-403-67180-7
    - フィギュア付き特装版[25]（同日発売[26]）、ISBN 978-4-403-69004-4

  7. 2021年10月22日発売[27]、ISBN 978-4-403-67183-8
    - 手ぬぐい付き特装版[28]（同日発売[29]）、ISBN 978-4-403-69005-1

  8. 2023年12月20日発売[30]、ISBN 978-4-403-67189-0
    - アニメ第1期DVD付き特装版[4]（同日発売[31]）、ISBN 978-4-403-69008-2

## テレビアニメ
2022年10月に本作のアニメ化が発表された。第1期は2023年7月から9月まで、TOKYO MX・BS朝日ほかにて6分枠のショートアニメとして放送。
第2期『百姓貴族 2nd Season』は2024年10月から12月までTOKYO MXほかにて放送された。第2期の最終回では第3期制作が決定したことが告知されている。

### スタッフ
- 原作 - 荒川弘[13][6]
- 監督・脚本・演出 - 澤田裕太郎[13][6]
- キャラクターデザイン・作画監督 - まつもとあやね[13][6]
- 音楽 - Precious tone（第1期）[13]、SPECTRICK（第2期）[6]
- 制作監修 - 新海岳人[13][6]
- 農業監修 - 一般社団法人全国農業協同組合中央会[13][6]
- プロデューサー - 黒田健史、松井優子、河合秀典
- アニメーション制作 - Pie in the sky[13][6]
- 製作 - 『百姓貴族』製作委員会[13][6]（新書館、TOKYO MX、BS朝日、MAGES.、Pie in the sky）

### 主題歌
「シアン・イノセンス」
FRAMによる第1期エンディングテーマ。作詞は中村高大、作曲・編曲はk-in。
「寵愛族」
sanetiiによる第2期エンディングテーマ。作詞・作曲はsanetii。

### 各話リスト
| 話数       | サブタイトル         | 初放送日       |            |            |            |            |            |            |            |            |            |            |            |            |            |            |            |            |            |            |            |            |            |            |
| 1st Season | 1st Season           | 1st Season     | 1st Season | 1st Season | 1st Season | 1st Season | 1st Season | 1st Season | 1st Season | 1st Season | 1st Season | 1st Season | 1st Season | 1st Season | 1st Season | 1st Season | 1st Season | 1st Season | 1st Season | 1st Season | 1st Season | 1st Season | 1st Season | 1st Season |
| ---------- | -------------------- | -------------- | ---------- | ---------- | ---------- | ---------- | ---------- | ---------- | ---------- | ---------- | ---------- | ---------- | ---------- | ---------- | ---------- | ---------- | ---------- | ---------- | ---------- | ---------- | ---------- | ---------- | ---------- | ---------- |
| 1頭目      | 牛乳                 | 2023年 7月7日  |            |            |            |            |            |            |            |            |            |            |            |            |            |            |            |            |            |            |            |            |            |            |
| 2頭目      | ジャガイモ           | 7月14日        |            |            |            |            |            |            |            |            |            |            |            |            |            |            |            |            |            |            |            |            |            |            |
| 3頭目      | クマ                 | 7月21日        |            |            |            |            |            |            |            |            |            |            |            |            |            |            |            |            |            |            |            |            |            |            |
| 4頭目      | 野菜                 | 7月28日        |            |            |            |            |            |            |            |            |            |            |            |            |            |            |            |            |            |            |            |            |            |            |
| 5頭目      | 野菜ドロボー         | 8月4日         |            |            |            |            |            |            |            |            |            |            |            |            |            |            |            |            |            |            |            |            |            |            |
| 6頭目      | 防疫                 | 8月11日        |            |            |            |            |            |            |            |            |            |            |            |            |            |            |            |            |            |            |            |            |            |            |
| 7頭目      | 親父殿               | 8月18日        |            |            |            |            |            |            |            |            |            |            |            |            |            |            |            |            |            |            |            |            |            |            |
| 8頭目      | 犬と猫               | 8月25日        |            |            |            |            |            |            |            |            |            |            |            |            |            |            |            |            |            |            |            |            |            |            |
| 9頭目      | 牛社会               | 9月1日         |            |            |            |            |            |            |            |            |            |            |            |            |            |            |            |            |            |            |            |            |            |            |
| 10頭目     | 百姓の子             | 9月8日         |            |            |            |            |            |            |            |            |            |            |            |            |            |            |            |            |            |            |            |            |            |            |
| 11頭目     | 農業高校             | 9月15日        |            |            |            |            |            |            |            |            |            |            |            |            |            |            |            |            |            |            |            |            |            |            |
| 12頭目     | 火星開拓農民 荒川    | 9月22日        |            |            |            |            |            |            |            |            |            |            |            |            |            |            |            |            |            |            |            |            |            |            |
| 13頭目     | 漫画家・荒川（前編） | DVD特典        |            |            |            |            |            |            |            |            |            |            |            |            |            |            |            |            |            |            |            |            |            |            |
| 14頭目     | 漫画家・荒川（後編） | DVD特典        |            |            |            |            |            |            |            |            |            |            |            |            |            |            |            |            |            |            |            |            |            |            |
| 2nd Season |                      |                |            |            |            |            |            |            |            |            |            |            |            |            |            |            |            |            |            |            |            |            |            |            |
| 15頭目     | 堆肥                 | 2024年 10月4日 |            |            |            |            |            |            |            |            |            |            |            |            |            |            |            |            |            |            |            |            |            |            |
| 16頭目     | クマの嵐             | 10月11日       |            |            |            |            |            |            |            |            |            |            |            |            |            |            |            |            |            |            |            |            |            |            |
| 17頭目     | 農機                 | 10月18日       |            |            |            |            |            |            |            |            |            |            |            |            |            |            |            |            |            |            |            |            |            |            |
| 18頭目     | 牛知識               | 10月25日       |            |            |            |            |            |            |            |            |            |            |            |            |            |            |            |            |            |            |            |            |            |            |
| 19頭目     | 続！親父殿           | 11月1日        |            |            |            |            |            |            |            |            |            |            |            |            |            |            |            |            |            |            |            |            |            |            |
| 20頭目     | おかんとばあさん     | 11月8日        |            |            |            |            |            |            |            |            |            |            |            |            |            |            |            |            |            |            |            |            |            |            |
| 21頭目     | 馬                   | 11月15日       |            |            |            |            |            |            |            |            |            |            |            |            |            |            |            |            |            |            |            |            |            |            |
| 22頭目     | 農家のおやつ         | 11月22日       |            |            |            |            |            |            |            |            |            |            |            |            |            |            |            |            |            |            |            |            |            |            |
| 23頭目     | 害獣大進撃           | 11月29日       |            |            |            |            |            |            |            |            |            |            |            |            |            |            |            |            |            |            |            |            |            |            |
| 24頭目     | 農高生よ大志を抱け   | 12月6日        |            |            |            |            |            |            |            |            |            |            |            |            |            |            |            |            |            |            |            |            |            |            |
| 25頭目     | 十勝開拓史           | 12月13日       |            |            |            |            |            |            |            |            |            |            |            |            |            |            |            |            |            |            |            |            |            |            |
| 26頭目     | 北海道独立計画       | 12月20日       |            |            |            |            |            |            |            |            |            |            |            |            |            |            |            |            |            |            |            |            |            |            |
| 27頭目     | 十勝へGO！（前編）   | DVD特典        |            |            |            |            |            |            |            |            |            |            |            |            |            |            |            |            |            |            |            |            |            |            |
| 28頭目     | 十勝へGO！（後編）   | DVD特典        |            |            |            |            |            |            |            |            |            |            |            |            |            |            |            |            |            |            |            |            |            |            |

### 放送局
| 放送期間               | 放送時間           | 放送局       | 対象地域 | 備考              |
| ---------------------- | ------------------ | ------------ | -------- | ----------------- |
| 2023年7月7日 - 9月22日 | 金曜 21:54 - 22:00 | TOKYO MX     | 東京都   | 製作参加          |
|                        | 金曜 22:54 - 23:00 | BS朝日       | 日本全域 | 製作参加 / BS放送 |
| 2023年7月9日 - 9月24日 | 日曜 22:48 - 22:54 | テレビ北海道 | 北海道   |                   |

| 放送期間                 | 放送時間           | 放送局       | 対象地域 | 備考              |
| ------------------------ | ------------------ | ------------ | -------- | ----------------- |
| 2024年10月4日 - 12月20日 | 金曜 21:54 - 22:00 | TOKYO MX     | 東京都   | 製作参加          |
| 2024年10月6日 - 12月22日 | 日曜 22:48 - 22:54 | テレビ北海道 | 北海道   |                   |
| 2024年10月7日 - 12月23日 | 月曜 22:54 - 23:00 | BS朝日       | 日本全域 | 製作参加 / BS放送 |

インターネットでは、2023年7月7日より金曜22時にTVerにて配信（2週間限定公開）。同月21日より、YoutubeのTOKYO MXチャンネルでも期間限定配信が行われる。

### DVD
第1期は2023年12月24日に、コミックス8巻アニメDVD付き特装版として発売。DVDにはTV放送の全12話に加え、未放送2話（「漫画家・荒川」前・後篇）が限定収録された。
2nd Seasonは2025年4月23日に、ムック本『百姓貴族8.1巻 アニメ2nd Season DVD付き』として発売。TV放送の全12話に加え、未放送2話（荒川弘・編集長・担当イシイが行く北海道取材旅行「十勝へGO!」前・後篇）が限定収録された。

## イベントなど
2012年2月24日、ニコニコ動画で配信の「ニコ×ナタ（コミック版）」にて、本作の特集が組まれた。
2014年には単行本第3巻の発売を記念して、荒川の自画像を模したウシの着ぐるみが制作された。着ぐるみはブックファースト新宿店ほか、複数の店舗に来場した。単行本第4巻の発売を記念した際ににも、着ぐるみが巡回した。
2017年11月6日に発売された『月刊MdN』（エムディエヌコーポレーション）12月号で組まれた特集「マンガタイトルのデザイン、新たな進化」では、本作のロゴが解説された。単行本第5巻が発売される前日である同年11月24日には、本作のLINEスタンプがリリースされている。
2021年10月19日から31日まで、本作の連載15周年を記念した原画展が東京・西武渋谷店にて開催。
2021年秋、本作の複製原画展を東京農業大学内にある「食と農」の博物館にて開催。2022年10月14日から2023年3月4日までにも、同じ会場で展示イベント「荒川 弘〈百姓貴族〉 × TOKYO NODAI 2022」を開催。
2023年5月29日から6月9日まで、農林水産省が定めた「食育月間」であり「牛乳月間」でもある6月に合わせて、本作と東京農業大学と農林水産省がコラボレートし、農林水産省の北別館1階の消費者の部屋にてイベント「荒川 弘〈百姓貴族〉×TOKYO NODAI×農林水産省」を開催した。